# Vasile Tarlev
Vasile Petru Tarlev (Başcalia, 6 de octubre de 1963) es un ingeniero y político moldavo, que fue primer ministro de Moldavia entre el 19 de abril de 2001 y el 31 de marzo de 2008. Su título es de ingeniero. Pertenece al Partido Comunista de la República de Moldavia.

## Carrera política
Tarlev fue primer ministro de Moldavia desde 2001 hasta 2008 y hasta 2017 fue el único primer ministro que ganó dos mandatos consecutivos.
El 19 de marzo de 2008, en un gesto inesperado, dimitió con el argumento de que quería dejar paso a "gente nueva". El Parlamento de Moldavia aprobó su dimisión el 20 de marzo y el presidente Vladimir Voronin propuso a Zinaida Greceanîi como su sucesora, fue aprobada por el Parlamento el 31 de marzo de 2008.
Tras dieciséis años de su retiro de la política, Tarlev decidió postularse como candidato para las elecciones presidenciales de Moldavia de 2024, las cuales ratificaron a Maia Sandu en el cargo de primera mandataria.